# Elisabeth Orth
Elisabeth Orth z domu Fritz (ur. 24 marca 1921 w Hanowerze, zm. 10 maja 1976 w Kolonii) – niemiecka polityk i zootechnik, parlamentarzystka krajowa i europejska.

## Życiorys
Przez cztery semestry studiowała chemię na Uniwersytecie Technicznym w Stuttgarcie. W 1945 uzyskała tytuł Diplomlandwirt (absolwentki sześciosemestralnych studiów z zakresu rolnictwa) na Wyższej Szkole Rolniczej Hohenheim, na tej uczelni obroniła w 1948 doktorat poświęcony rozwojowi kurczaków. Od 1946 do 1947 pracowała w ministerstwie gospodarki Badenii-Wirtembergii, następnie zajęła się prowadzeniem domu.
W 1963 wstąpiła do Socjaldemokratycznej Partii Niemiec, kierowała ASD, kobiecą komórką socjaldemokratów w Szlezwiku-Holsztynie i zasiadała w zarządzie SPD w powiecie Plön. W 1969 wybrana do Bundestagu, od 1973 była oddelegowana do Parlamentu Europejskiego. Zmarła w trakcie kadencji po długiej chorobie.
Była mężatką, miała pięcioro dzieci.